# Eretes sticticus
Eretes sticticus är en skalbaggsart som först beskrevs av Carl von Linné 1767.  Eretes sticticus ingår i släktet Eretes och familjen dykare. Inga underarter finns listade i Catalogue of Life.

## Bildgalleri

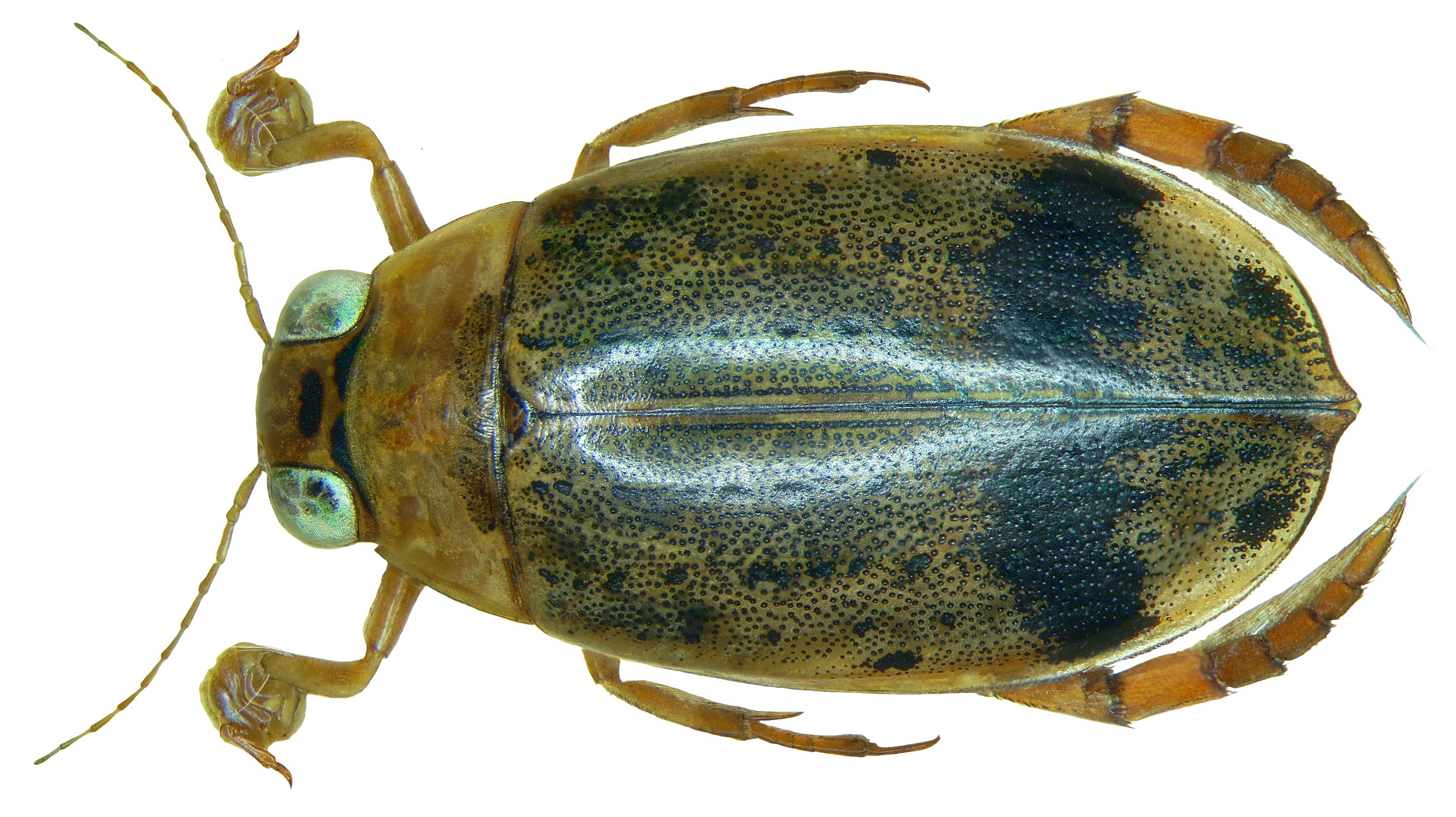
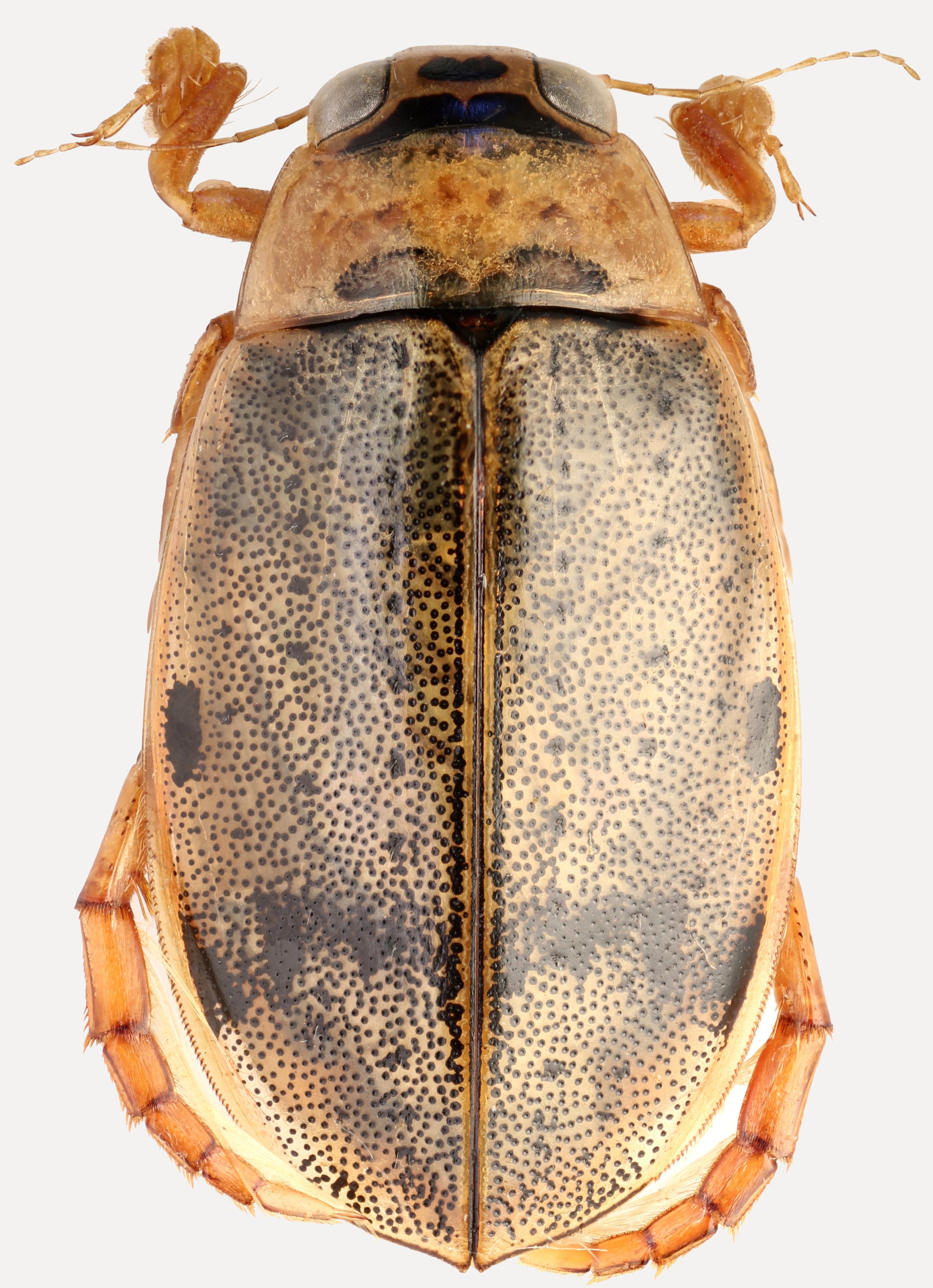
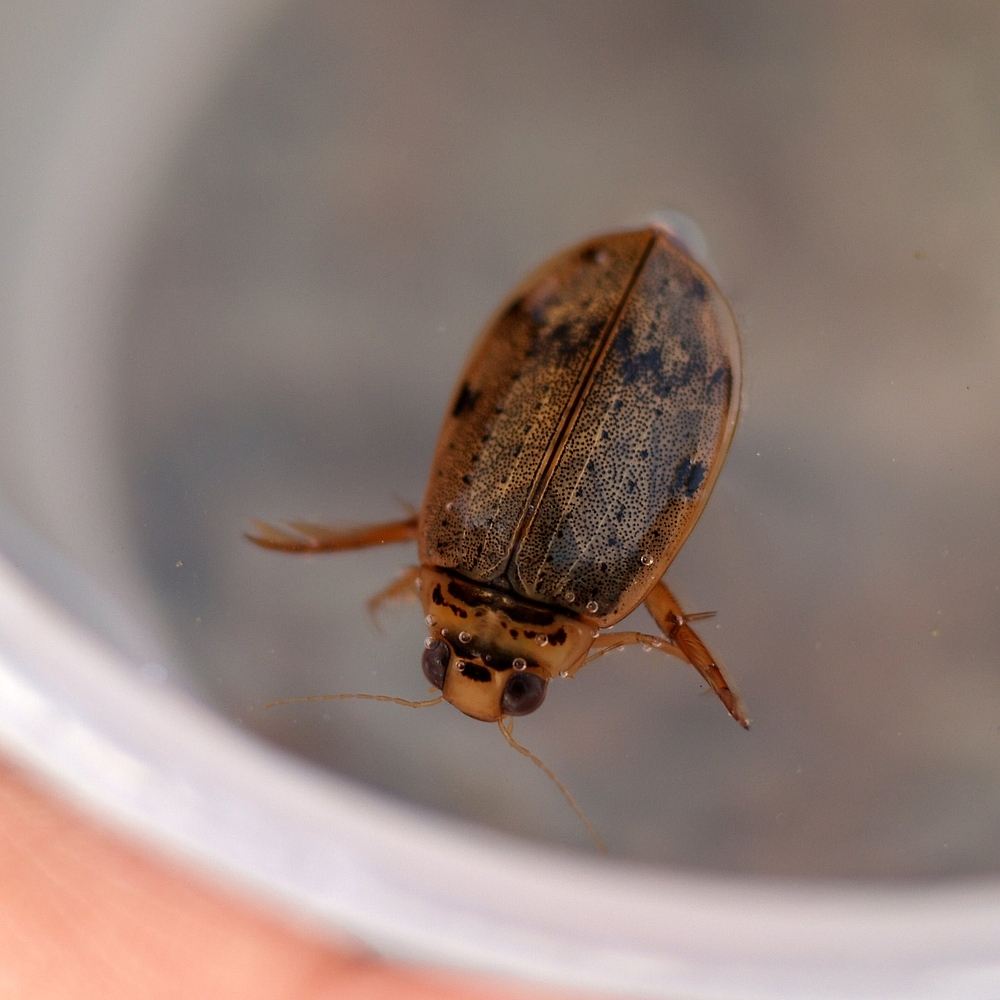